# Prova de Landolt

Anells de Landolt

La prova de Landolt és un prova per mesurar l'agudesa visual. Per realitzar-ho, el pacient mira a un dibuix format per files de caràcters que són circulars però amb un traçat no continu, sinó amb una discontinuïtat, la posició relativa de la qual cal identificar, normalment fent girar un anell aguantat amb les mans fins a posar-lo amb la mateixa posició relativa (anells de Landolt).

## Descripció
El sistema de càlcul de l'agudesa visual és el mateix que en la prova de Snellen: a dalt els caràcters més grans i a baix els més petits. El pacient haurà de resoldre on està la discontinuïtat: a dalt, a baix, dreta o esquerra, a part de les posicions intermèdies.
S'usa amb pacients que no saben llegir o tenen problemes per identificar les lletres, per exemple dislèxia. En això coincideix amb la prova de Lea.